# Trajan Langdon
 Trajan Langdon (ur. 13 maja 1976 w Pala Alto) – amerykański koszykarz występujący na pozycji rzucającego obrońcy, były reprezentant USA, obecnie asystent generalnego menadżera w zespole Brooklyn Nets.
W 1999 został wybrany przez Cleveland Cavaliers z nr 11 w I rundzie draftu NBA.
Jego pseudonim, Morderca z Alaski - The Alaskan Assassin, wywodzi się stąd, że jego ojciec jest profesorem antropologii na Uniwersytecie na Alasce. Trajan wielokrotnie brał udział w wyprawach antropologicznych ze swoim ojcem na południowowschodniej Alasce. Ponadto, Langdon przed pójsciem do college'u, którym był legendarny Uniwersytet Duke, uczył się w liceum w Anchorage na Alasce.

## Początek kariery
Urodził się w Kalifornii, ale niedługo później wyjechał z rodziną do Anchorage na Alasce. Tam rozpoczął grę w koszykówkę. W 1994 wystąpił w meczu gwiazd amerykańskich szkół średnich - McDonald’s All-American. Po nauce tam wyjechał do legendarnego Uniwersytetu w Duke, gdzie ustanowił rekord trafionych rzutów za trzy punkty, za co uzyskał przydomek Morderca z Alaski. Jego rekord kilkanaście lat później, w 2006 roku, pobił J.J. Redick.

## Kariera w NBA i Europie
Zanim trafił do NBA w 1999 roku, dzięki wyborze w drafcie NBA przez Cleveland Cavaliers, to pięć lat wcześniej wziął udział w drafcie do ligi baseballa. Langdon został wybrany przez San Diego Padres w VI rundzie. Postawił jednak na koszykówkę, co spowodowało, że 2 listopada 1999 roku zadebiutował w najlepszej lidze świata - NBA. Stał się tym samym pierwszym pochodzącym z Alaski zawodnikiem, który zagrał w tej lidze. W sumie w NBA zagrał 119 spotkań przez trzy sezony, rzucając średnio  5,4 pt na mecz podczas średnio 14,6 min w meczu.
Po trzyletniej grze w Kawalerzystach Langdon przeniósł się do Europy, trafiając do włoskiego Benettonu Treviso na sezon 2002/03. Tam sięgnął po mistrzostwo i puchar Włoch, a także, już podczas pierwszych tygodni pobytu w Treviso, superpuchar kraju. Rok później trafił do Turcji, gdzie przez kolejny rok występował w Efesie Pilsen, z którym świętował mistrzostwo kraju.
W 2004 wyjechał do Rosji, do Moskwy, gdzie gra do dzisiaj. Jednak przez pierwszy rok występował dla Dinamo Moskwa. Z tym klubem nie udało mu się wywalczyć żadnego trofeum, ale spodobał się tyle rywalom zza miedzy, że Trajan trafił do CSKA.
Tam Langdon rozpoczął zbieranie sukcesów, m.in. dwukrotnie wygrywając rozgrywki Euroligi. Za drugim razem, w 2008 roku, będąc nagrodzony tytułem MVP.

## Reprezentacja
W 1998 roku reprezentacja USA w koszykówce mężczyzn pojechała na Mistrzostwa Świata do Grecji pozbawiona zawodników, którzy na co dzień występują w NBA. Było to spowodowane, że cztery lata wcześniej w tej zawodowej lidze doszło do lokautu. Dlatego reprezentacja została złożona z zawodników występujących w Europie oraz zawodników z college'ów. Jednym z nich był Langdon, który na tym turnieju nie był wiodącą postacią kadry - zdobywał średnio 2,9 pkt. na mecz. Jednak zespół sięgnął po brązowy medal.

## Osiągnięcia
Na podstawie, o ile nie zaznaczono inaczej.
NCAA
- Wicemistrz NCAA (1999)
- Uczestnik rozgrywek:
  - Elite 8 turnieju NCAA (1998, 1999)
  - turnieju NCAA (1996–1999)
- Mistrz:
  - turnieju konferencji Atlantic Coast (ACC – 1999)
  - sezonu regularnego ACC (1997–1999)
- Zaliczony do:
  - I składu:
    - turnieju:
      - NCAA (1999)[7]
      - ACC (1998)
      - Great Alaska Shootout (1999)

    - All-ACC (1997–1999)

  - II składu All-American (1998 przez Sporting News, 1999)
  - III składu All-American (1998 przez AP, USBWA, NABC)

Drużynowe
- Mistrz:
  - Euroligi (2006, 2008)
  - Włoch (2003)
  - Rosji (2006–2011)
  - Turcji (2004)
- Wicemistrz Euroligi (2007, 2009)
- Brąz Euroligi (2010)
- Zdobywca:
  - pucharu:
    - Włoch (2003)
    - Rosji (2006, 2007, 2010)

  - superpucharu Włoch (2002)
- Finalista pucharu:
  - Turcji (2004)
  - Rosji (2008)
- 3. miejsce w pucharze Rosji (2005, 2009)

Indywidualne
- MVP:
  - Final Four Euroligi (2008)
  - miesiąca Euroligi (kwiecień 2006)
- Laureat Złotych Koszy w kategorii - najlepszy zawodnik rosyjskiej Superligi A (2008)
- Zaliczony do:
  - I składu Euroligi (2007, 2008)
  - II składu Euroligi (2006)
  - składu dekady Euroligi (2001–2010)
- Uczestnik meczu gwiazd ligi rosyjskiej (2011)[8]
- Zwycięzca konkursu rzutów za 3 punkty ligi rosyjskiej (2011)[8]
- Lider Euroligi w skuteczności rzutów wolnych (92,4% – 2007)

Reprezentacja
- Mistrz Ameryki U–18 (1994)
- Brązowy medalista mistrzostw świata (1998)
- Uczestnik mistrzostw świata U–19 (1995 – 7. miejsce)